# Папас арругадас
Па́пас арруга́дас («морщинистый» картофель, исп. papas arrugadas, испанское произношение: [ˈpapas aruˈɣaðas] — «сморщенные картофелины») — традиционное блюдо кухни Канарских островов из молодого картофеля в мундире, приготовленного на пару солёной воды. «Сморщенные картофелины» подают с соусом мохо и едят с кожурой. Одно из самых известных блюд канарской кухни, часто выступает в качестве закуски тапас.
Изначально папас арругадас готовили в морской воде, ныне чаще используется водопроводная вода с очень большим количеством соли, приблизительно в четверть от веса картофеля. По готовности картофеля воду из кастрюли сливают, а его ненадолго оставляют в ней на плите обсохнуть, чтобы он сморщился и покрылся тонкой соляной коркой.
По результатам народного голосования в Интернете, проведённого в 2016 году компанией Allianz Global Assistance, папас арругадас заняли в финале первое место среди двадцати претендентов на звание «гастрономического чуда Испании», опередив хамон, осьминога по-галисийски, валенсийскую паэлью, картофельную тортилью, пасьегские творожники и мурсианские папарахотес.